# Athyreus tridens
Athyreus tridens är en skalbaggsart som beskrevs av François Louis Nompar de Caumont de Laporte 1840. Athyreus tridens ingår i släktet Athyreus och familjen Bolboceratidae. Inga underarter finns listade.